# Лейк-Ка-го (Іллінойс)
Лейк-Ка-го (англ. Lake Ka-ho) — селище (англ. village) в США, в окрузі Макупін штату Іллінойс. Населення — 194 особи (2020).

## Географія
Лейк-Ка-го розташований за координатами 39°5′58″ пн. ш. 89°44′46″ зх. д. / 39.09944° пн. ш. 89.74611° зх. д. (39.099560, -89.746002).  За даними Бюро перепису населення США в 2010 році селище мало площу 0,84 км², з яких 0,70 км² — суходіл та 0,14 км² — водойми.

## Демографія
Згідно з переписом 2010 року, у селищі мешкало 237 осіб у 119 домогосподарствах у складі 58 родин. Густота населення становила 283 особи/км².  Було 157 помешкань (187/км²).
Расовий склад населення:
| - 98,3 % — білих |

До двох чи більше рас належало 1,7 %. Частка іспаномовних становила 0,4 % від усіх жителів.
За віковим діапазоном населення розподілялося таким чином: 14,3 % — особи молодші 18 років, 66,3 % — особи у віці 18—64 років, 19,4 % — особи у віці 65 років та старші. Медіана віку мешканця становила 47,9 року. На 100 осіб жіночої статі у селищі припадало 119,4 чоловіків;  на 100 жінок у віці від 18 років та старших — 128,1 чоловіків також старших 18 років.
Середній дохід на одне домашнє господарство  становив 44 950 доларів США (медіана — 35 417), а середній дохід на одну сім'ю — 61 981 долар (медіана — 56 250). Медіана доходів становила 38 750 доларів для чоловіків та 25 000 доларів для жінок. За межею бідності перебувало 17,2 % осіб, у тому числі 33,3 % дітей у віці до 18 років та 4,1 % осіб у віці 65 років та старших.
Цивільне працевлаштоване населення становило 94 особи. Основні галузі зайнятості: освіта, охорона здоров'я та соціальна допомога — 16,0 %, науковці, спеціалісти, менеджери — 14,9 %, транспорт — 13,8 %, роздрібна торгівля — 13,8 %.